# Alaattin Baydar
Alaattin Baydar (1901 - 13 de juliol de 1990) fou un futbolista turc de la dècada de 1920.
Fou 16 cops internacional amb la selecció turca, amb la qual participà en els Jocs Olímpics de 1924 i 1928.
Pel que fa a clubs, defensà els colors de Fenerbahçe SK. A Fenerbahçe marcà 362 gols en 324 partits.